# Bubenreuth
Bubenreuth è un comune tedesco di 4 532 abitanti, situato nel land della Baviera.